# Trần Công An
Trần Văn Kìa (22 tháng 12 năm 1920 – 7 tháng 9 năm 2008), bí danh Hai Cà, Trần Công An, là một Đại tá Đặc công của Quân đội nhân dân Việt Nam. Ông được truyền thông Việt Nam đặt biệt danh "ông tổ đặc công" vì là người khai sinh ra lối đánh này trong thời kỳ chiến tranh Đông Dương. An cũng đã được nhà nước Cộng hòa xã hội chủ nghĩa Việt Nam trao tặng danh hiệu Anh hùng Lực lượng vũ trang nhân dân vào năm 1996.

## Tiểu sử
Trần Văn Kìa sinh ngày 22 tháng 12 năm 1920 tại làng Thạnh Hội, huyện Tân Uyên, tỉnh Biên Hòa, nay là xã Thạnh Hội, thị xã Tân Uyên, tỉnh Bình Dương.

## Binh nghiệp
Năm 1946, An từng dùng tay không ôm chân quật ngã một lính Pháp rồi dùng dây cột bò trói lại, tước khẩu súng trường và giao cho khu quân sự Tân Uyên.
Ngày 19 tháng 3 năm 1948, một tổ du kích dưới sự huấn luyện và chỉ huy của An đã thực hiện chiến thuật tấn công chớp nhoáng trong bí mật, lần đầu tiên tiêu diệt hệ thống tháp canh chiến lược De la Tour tại cầu Bà Kiên, nay thuộc thị xã Tân Uyên, tỉnh Bình Dương. Chiến thuật này sau đó được áp dụng rộng rãi cho các đơn vị khác tại khu vực Đông Nam Bộ, trở thành một phương thức tác chiến đặc trưng của lực lượng đặc công. Thành công của trận đánh đã trở thành tiền đề để Hồ Chí Minh ký sắc lệnh thành lập Binh chủng Đặc công, Quân đội nhân dân Việt Nam vào ngày 19 tháng 3 năm 1967. Địa điểm chiến công sau này cũng đã được công nhận là Di tích Chiến thắng tháp canh cầu Bà Kiên. Năm 2002, để tưởng nhớ và khoanh vùng bảo vệ nền di tích, huyện Tân Uyên đã cho xây dựng bia tưởng niệm trong khuôn viên với diện tích 1.800m2.

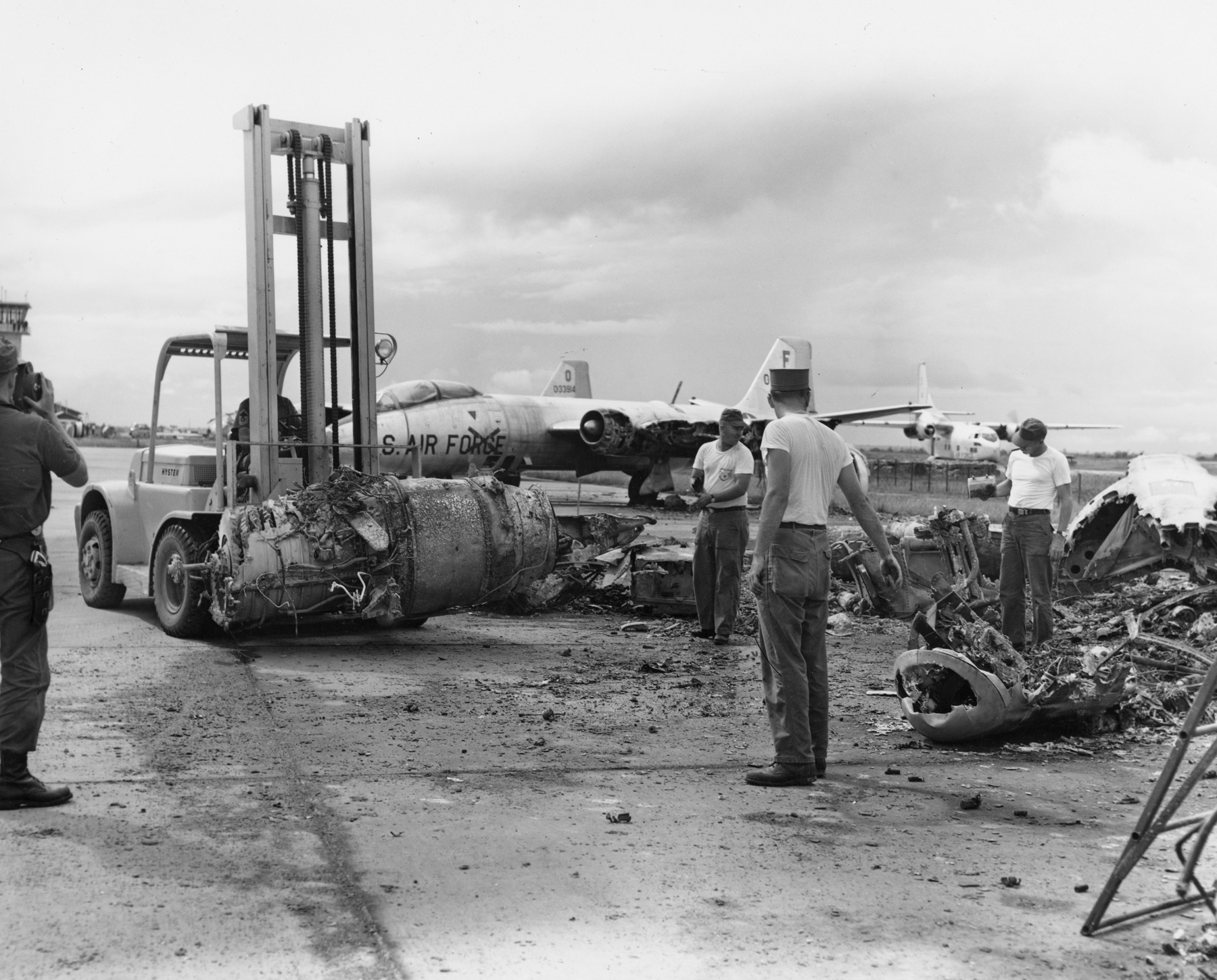
Xác một chiếc máy bay B-57 sau đợt tấn công của quân đội cộng sản vào năm 1964.

Đến giai đoạn chiến tranh Đông Dương lần thứ hai, cuộc tấn công vào sân bay Biên Hòa đêm 31 rạng sáng ngày 1 tháng 11 năm 1964 do Hai Cà chỉ huy được xem là trận đánh đầu tiên của lực lượng vũ trang miền Nam phát động vào một sân bay chiến lược của Mỹ kể từ thời điểm quốc gia này trực tiếp tham chiến tại Việt Nam. Hồ Chí Minh đã đăng một bài thơ trên báo Nhân Dân số ra ngày 12 tháng 11 trong cùng năm để tuyên dương công trạng, An cũng nhận được Huân chương Chiến công hạng ba sau sự kiện này. Báo cáo từ Không quân Hoa Kỳ cho biết trong suốt 20 phút, loạt đạn súng cối của cộng sản đã giết chết 4 người Mỹ và khiến 72 người bị thương. Tổng cộng 7 phi cơ không quân đã bị phá hủy (6 chiếc B–57 và 1 trực thăng H–43), đồng thời làm hư hại thêm 16 chiếc khác (13 B–57 và 3 H–43). Tổn thất của quân đội miền Nam là 2 nhân sự thiệt mạng, 5 người bị thương, 3 máy bay bị phá hủy (tất cả đều là phi cơ A–1H) và 5 chiếc khác bị hỏng (3 A–1H và 2 C–47). Hội đồng Tham mưu trưởng Liên quân, cụ thể là tướng William Westmoreland, đô đốc U. S. Grant Sharp Jr. và đại sứ Maxwell D. Taylor nhất trí khuyến nghị phát động một chiến dịch phản công vào chính quyền miền Bắc, tuy nhiên tổng thống Lyndon B. Johnson lại không chấp nhận vì hầu hết các cố vấn của ông tại thời điểm đó – đặc biệt là ngoại trưởng Dean Rusk và Bộ trưởng Quốc phòng Robert McNamara, đã phản đối. Washington không muốn kích động một cuộc tấn công trả đũa từ phe cộng sản nhắm vào thường dân và quân nhân Hoa Kỳ đang có mặt tại Sài Gòn, các viên chức vẫn miễn cưỡng không leo thang vì đối phương chỉ chủ yếu nhằm vào máy bay và các cơ sở của Hoa Kỳ chứ không phải chính quyền miền Nam. Johnson cũng lo ngại vấn đề này sẽ ảnh hưởng đến cuộc bầu cử tổng thống Mỹ sắp diễn ra trong hai ngày nữa kể từ thời điểm Biên Hòa gặp sự cố, và trong suốt chiến dịch tranh cử, ông đã truyền thông với cử tri nhiều lần rằng sẽ không mở rộng chiến tranh bằng phương án "dội bom" Hà Nội, đồng thời ra lệnh thay thế các máy bay bị mất và triệu tập một nhóm công tác của Hội đồng An ninh Quốc gia để xem xét các lựa chọn chính trị và quân sự khả thi. Tuy nhiên đến ngày 6 tháng 11, Không lực Việt Nam Cộng hòa do Nguyễn Cao Kỳ chỉ huy đã tiến hành một trận phản công bằng 32 máy bay vào một khu vực căn cứ của lực lượng kháng chiến, nhóm này tuyên bố đã tiêu diệt "hàng trăm quân địch".
Trong năm 1966, Trần Công An còn trực tiếp chỉ huy quân đặc công nhiều lần tấn công vào kho liên hợp Long Bình, theo thông tin từ phía Việt Nam thì các cuộc đột kích này đã phá hủy hàng trăm tấn bom đạn.

## Đời tư
Giữa năm 1967, nhận lệnh trinh sát từ cha mình để chuẩn bị cho trận đánh vào sân bay Biên Hòa, con trai lớn Trần Văn Cao của ông An bị trúng mìn và mất hết một chân phải. Đến đêm ngày 27 tháng 1 năm 1968, ông tiếp tục nhận thêm tin người con trai khác 16 tuổi của mình đã qua đời và mất xác vì bị phục kích. Sau khi chiến tranh kết thúc, ông An xin nghỉ hưu vào năm 1980, ông làm ruộng, chăn gia súc ở thành phố Tân Uyên, tỉnh Bình Dương. Trong thập kỷ 90,Ông An chuyển về sống tại ngôi nhà gần tượng đài Chiến thắng sân bay Biên Hòa ở phường Trung Dũng do Tỉnh ủy Đồng Nai cấp. Người vợ của ông mất vào năm 2004 và đến ngày 7 tháng 9 năm 2008, Trần Công An qua đời tại Bệnh viện Đa khoa Đồng Nai.

## Danh hiệu
| Quốc gia | Giải thưởng                                 | Ct.           |
| -------- | ------------------------------------------- | ------------- |
| Việt Nam | Huy hiệu 60 năm tuổi Đảng                   | [ 28 ] [ 29 ] |
| Việt Nam | Huân chương Độc lập hạng Nhì                | [ 28 ] [ 29 ] |
| Việt Nam | Huân chương Chiến công hạng Nhì, Ba         | [ 28 ] [ 29 ] |
| Việt Nam | Huân chương Chiến thắng hạng Nhất, Nhì, Ba  | [ 28 ] [ 29 ] |
| Việt Nam | Huân chương Chiến sĩ vẻ vang hạng Nhất, Nhì | [ 28 ] [ 29 ] |
| Việt Nam | Huân chương Kháng chiến chống Mỹ hạng Nhất  | [ 28 ] [ 29 ] |
| Việt Nam | Anh hùng Lực lượng vũ trang nhân dân        | [ 10 ] [ 29 ] |